# 門采爾山
71°22′S 13°40′E / 71.367°S 13.667°E
門采爾山（德語：Mentzelberg）是南極洲的山峰，位於東部南極洲的毛德皇后地，屬於格魯伯山脈的一部分，處於齊默曼山以東11公里，海拔高度2,330米，該山峰由德國的探險隊發現。